# サーマンダカ相応
「サーマンダカ相応」（サーマンダカそうおう、巴: Sāmaṇḍaka-saṃyutta, サーマンダカ・サンユッタ）とは、パーリ仏典経蔵相応部に収録されている第39相応。漢訳で「沙門出家相応」（しゃもんしゅっけそうおう）とも。

## 構成
全2経から成る。
1. Sāmaṇḍaka-sutta
2. Dukkara-sutta

## 日本語訳
- 『南伝大蔵経・経蔵・相応部経典4』（第15巻） 大蔵出版
- 『原始仏典II 相応部経典4』 中村元監修 春秋社